# نظام تصنيف إيلو

أرياد إيلو مخترع النظام المسمى على اسمه

نظام تصنيف إيلو (بالإنجليزية: Elo rating system) هي طريقة لحساب مستويات المهارة النسبية للاعبي الشطرنج. أُخذ اسمه من أرباد إيلو، أستاذ الفيزياء الأمريكي المولود في المجر.
اختُرِع نظام إيلو لتحسين نظام تصنيف الشطرنج، ويستخدم أيضا في العديد من الألعاب الأخرى التي تكون من منافس واحد ضد منافس واحد. كما أنه يستخدم نظامَ تصنيف لمنافسات متعددة في عدد من ألعاب الفيديو، وكُيِّف لاستخدامه في تصنيف الفرق الرياضية بما في ذلك تصنيف الاتحاد العالمي لكرة القدم، الكلية الأمريكية لكرة القدم وكرة السلة ودوري كرة القاعدة.
الفرق في التصنيف بين لاعبين اثنين هو بمثابة تنبؤ بنتائج المباراة؛ فإذا كان اللاعبون بنفس التصنيف بالضبط فالمتوقَّع أن يحرز كلّ واحد منهم عددا متساويًّا من الانتصارات، إذا ما لعبوا في ما بينهم. أما إذا لعب اثنان تفصل بين تصنيفهما 100 نقطة فيُتوقع أن يفوز ذو التصنيف الأعلى بنسبة 64%؛ وإذا كان الفرق 200 نقطة، فيُتوقع أن يفوز ذو التصنيف الأعلى بنسبة 76%.
يُمثَّل اللاعب في هذا التصنيف برقم يعبّر عن قوّته. ينقُص الرّقم أو يزيد حسب نتائج اللاّعب في المباريات؛ فبعد كل مباراة يحصل اللاعب الفائز على نقاط من اللاعب المهزوم بحيث يرتفع تصنيف الفائز وينقص تصنيف المهزوم. تعتمد قيمة الزيادة أو النقصان في تصنيف اللاعب على الفرق بين تصنيفي اللاعبين، فإذا لعب لاعب ذو تصنيف عالٍ مع لاعب ذي تصنيف منخفض، وفاز اللاعب ذو التصنيف العالي فإن النقاط التي سيحصل عليها قليلة؛ بينما لو فاز اللاعب ذو التصنيف المنخفض فإنه سيحصل على عدد كبير من النقاط.